# Обилић
Обилић (алб. Obiliq или Obiliqi, или Kastriot или Kastrioti) је градско насеље и седиште истоимене општине у Србији, који се налази у централном делу Косова и Метохије и припада Косовском управном округу. Према попису из 2024. било је 7.634 становника.
Налази се северозападно од Приштине, на путу према Косовској Митровици. Општина Обилић формирана је 1989. Пре тога Обилић и околина припадали су приштинској општини. Овде се налази црква посвећена Светом архангелу Михаилу.

## Назив
Име Обилић је добио 1912. године, након ослобођења од Турака, по Милошу Обилићу, хероју Косовске битке, који је убио султана Мурата I. До тада се звао Глободерица. У последње време Албанци за град користе име Кастриоти, по Скендербегу.

## Порекло становништва по родовима
Православни Роми
- Ђокићи (7 к., Св. Никола) и Шашићи (5 к., Св. Никола), старинци.
- Јоцовићи (3 к., Св. Василије). Досељен из Летанца (Лаб) средином 19. века.
- Јовановићи (2 к., Св. Василије). Пресељен из Дреновца (Вучитрн) око 1880.
- Николић (1 к., Св. Никола). Досељен из Ораховца (Подрима) за време бугарске окупације у првом светском рату.

У селу је 1933. живело и 7 кућа муслиманских Рома, надничара. У Обилићу су се настанили 1929. и 1930.
Цинцарски родови
- Јовановићи (2 к.). Доселили се из Гопеша (Битољ) још одмах по подизању косовске пруге (1873) као житари, али само одрасли мушкарци. Породице су преселили по ослобођењу од Турака. За време првог светског рата се повукли у Гопеш, а по његовом свршетку поново дошли.
- Ерковићи (1 к.). Досељени из Гопеша 1912, куда су се повукли за време првог светског рата, да поново дођу 1918.
- Трпчевићи (1 к.). Досељени из Гопеша 1921.

Колонисти
из Лике
- Иванишевић (5 к), Цвијановићи (3 к.), Матићи (3 к.), Трбовићи (1 к.), Орлићи (4 к.), Пјевац (1 к.), Белићи (4 к.). Сви су досељени измећу 1922. и 1924.

из Црне Горе
- Стојановићи (1 к.), из Иванграда.
- Ђуровићи (1 к.), из љешанске нахије.
- Контићи (1 к.), Влаховићи (1 к.), (1 к.). Радовановићи Досељавали се између 1921. и 1928.

из Боке
- Суботићи (3 к.), Перовићи (1 к.), Даковићи (1 к.), Ћетковићи (3 к.), Радановићи (1 к.). Сви се доселили 1921.

из Хрватске
- Марићи (1 к.), Хрвати, 1923.

из Истре
- Вижин (1 к.), Словенац, досељен 1923.

из Србије
- Павловић (1 к.), Мицић (1 к.), Јовић (1 к.), Пешић (1 к.), Поповић (1 к.), сви из Лесковца, досељени између 1922. и 1926.
- Ивковић (1 к.), из Жупе александровачке, 1924.
- Томовић (1 к.), из Вељег Бријега (Ибарски Колашин), 1924.
- Дражевић (1 к.), родом из Обилића. Избегли са Косова 2001. године. Тренутно живе у Лазаревцу. Глава куће Влада и Соња Дражевић. Син Миодраг се школује, тренутно завршава средњу школу. Игра рукомет у Колубари, будући таленат светског рукомета.

Сви су колонисти за време рата били протерани од стране окупатора. Око 10 породица њихових није се вратило натраг. У њихове куће и на њихова имања су се доселили:
- Илић (1 к.) и Симић (1 к.) из Србије.
- Раденковић (1 к.), такође из Србије, иначе предратни колониста у Дреници.
- Ивановићи (2 к.), из Црне Горе, предратни колониста у Метохији.
- Ћућуз (1 к.), из Лике.

Албански род
- Ашан (24 к.), од фиса Краснића. Старином је из Мата, а у Обилић досељен око 1820. из Новог Села („Новосеј“) у пределу Топојане у Љуми. Доселили се као сточари на купљени део чифлика и све до 1885. су лети гонили стоку на Кораб.

## Становништво
Према попису из 1981. године град је био већински насељен Србима и Црногорцима. Након рата 1999. године већина Срба и Црногораца је напустила Обилић.
| Етнички састав према попису из 1961.‍ | Етнички састав према попису из 1961.‍ | Етнички састав према попису из 1961.‍ | Етнички састав према попису из 1961.‍ | Етнички састав према попису из 1961.‍ |
| ------------------------------------ | ------------------------------------ | ------------------------------------ | ------------------------------------ | ------------------------------------ |
|                                      |                                      |                                      |                                      |                                      |
| Срби                                 | Срби                                 |                                      | 1.778                                | 48,8%                                |
| Албанци                              | Албанци                              |                                      | 1.434                                | 39,3%                                |
| Црногорци                            | Црногорци                            |                                      | 248                                  | 6,8%                                 |
| Хрвати                               | Хрвати                               |                                      | 77                                   | 2,1%                                 |
| Укупно: 3.646                        |                                      |                                      |                                      |                                      |

| Етнички састав према попису из 1981.‍ | Етнички састав према попису из 1981.‍ | Етнички састав према попису из 1981.‍ | Етнички састав према попису из 1981.‍ | Етнички састав према попису из 1981.‍ |
| ------------------------------------ | ------------------------------------ | ------------------------------------ | ------------------------------------ | ------------------------------------ |
|                                      |                                      |                                      |                                      |                                      |
| Албанци                              | Албанци                              |                                      | 3.289                                | 37,5%                                |
| Срби                                 | Срби                                 |                                      | 2.828                                | 32,2%                                |
| Роми                                 | Роми                                 |                                      | 1.883                                | 21,5%                                |
| Црногорци                            | Црногорци                            |                                      | 466                                  | 5,3%                                 |
| Муслимани                            | Муслимани                            |                                      | 150                                  | 1,7%                                 |
| Укупно: 8.769                        |                                      |                                      |                                      |                                      |

| Етнички састав према попису из 2011.‍ | Етнички састав према попису из 2011.‍ | Етнички састав према попису из 2011.‍ | Етнички састав према попису из 2011.‍ | Етнички састав према попису из 2011.‍ |
| ------------------------------------ | ------------------------------------ | ------------------------------------ | ------------------------------------ | ------------------------------------ |
|                                      |                                      |                                      |                                      |                                      |
| Албанци                              | Албанци                              |                                      | 6.627                                | 96,5%                                |
| Ашкалије                             | Ашкалије                             |                                      | 155                                  | 2,2%                                 |
| Роми                                 | Роми                                 |                                      | 28                                   | 0,4%                                 |
| Египћани                             | Египћани                             |                                      | 26                                   | 0,4%                                 |
| Бошњаци                              | Бошњаци                              |                                      | 13                                   | 0,2%                                 |
| Горанци                              | Горанци                              |                                      | 5                                    | 0,1%                                 |
| Укупно: 6.864                        |                                      |                                      |                                      |                                      |

Број становника на пописима:
|             | \| Демографија[5] \| Демографија[5] \| Демографија[5] \| \| Година \| Становника \| Становника \| \| -------------- \| -------------- \| -------------- \| \| 1948. \| 1.217 \| \| \| 1953. \| 1.613 \| \| \| 1961. \| 3.646 \| \| \| 1971. \| 6.906 \| \| \| 1981. \| 8.769 \| \| \| 1991. \| 11.612 \| \| |            |
| Демографија | |            |
| Година      | Становника | Становника |
| 1948.       | 1.217 |            |
| 1953.       | 1.613 |            |
| 1961.       | 3.646 |            |
| 1971.       | 6.906 |            |
| 1981.       | 8.769 |            |
| 1991.       | 11.612 |            |

## Галерија
- Споменик Милошу Обилићу пре рата 1998-1999. године
- Споменик Милошу Обилићу, премештен из Обилића у порту Манастира Грачаница
- Главна улица у Обилићу
- ТЕ Косово А
- ТЕ Косово Б